# Élection présidentielle taïwanaise de 2020
L'élection présidentielle taïwanaise de 2020 (chinois : 中華民國第十五屆總統、副總統選舉) a lieu le 11 janvier 2020 afin d'élire le président et le vice-président de Taïwan. Des élections législatives ont lieu simultanément. Le processus des primaires et des nominations présidentielles s'étale sur les six derniers mois de 2019. 
La présidente sortante Tsai Ing-wen, du Parti progressiste-démocrate (DPP), élue en 2016, est éligible pour un deuxième mandat. Elle remporte l'élection avec un peu plus de 57 % des voix soit une augmentation de 1,01 point de pourcentage.

## Contexte
Selon la révision constitutionnelle de 2005, la présidente sortante Tsai Ing-wen et le vice-président Chen Chien-jen, qui achèveront leur premier mandat complet, sont rééligibles. Chen déclare en mars 2019 qu'il ne sollicitera pas un second mandat en tant que vice-président.
Le gouvernement adopte en décembre 2019 une loi « anti-infiltration » visant à « empêcher la Chine d’utiliser sa forte puissance et son capital pour polluer, manipuler ou saboter les activités démocratiques à Taïwan ». Le lobbying, les donations politiques et la désinformation pro-chinois sont ainsi interdits : les contrevenants s'exposent à cinq ans de prison et une amende de près de 330 000 euros. Le Kuomintang a lui dénoncé une « loi scélérate ».

## Système électoral
Les candidats à la présidence et à la vice-présidence sont élus sur le même bulletin au scrutin uninominal majoritaire à un tour. Il s'agit des septièmes élections directes du président et du vice-président depuis 1996, les postes étant auparavant pourvus au scrutin indirect par l'Assemblée nationale.
Le mandat du vainqueur de l'élection présidentielle commencera le 20 mai 2020. 

## Candidatures

### Parti démocrate progressiste
| Parti démocrate progressiste |                                |
| Tsai Ing-wen                 | William Lai                    |
| Présidence                   | Vice-présidence                |
|                              |                                |
| Présidente (Depuis 2016)     | Premier ministre (2017 - 2019) |

Les chances de réélection de la présidente sortante Tsai Ing-wen sont compromises par la défaite dévastatrice du Parti démocrate progressiste aux élections provinciales de 2018, au cours desquelles le PDP perd 7 des 13 villes et comtés qu'il détenait auparavant. La part du PDP dans les votes passe alors de 56 % à 39 % depuis l'élection présidentielle de 2016. Tsai démissionne de son poste de présidente du parti après la défaite. Cependant, Tsai reste présente dans les sondages, car ceux ci révèlent que la plupart des Taïwanais, s'ils n'ont pas l'intention de soutenir Tsai aux élections de 2020, veulent le retour du Premier ministre William Lai, qui a également démissionné de son poste après la défaite électorale de janvier 2019. 
Le 19 février 2019, Tsai Ing-wen déclare dans une interview à CNN son intention de se présenter à sa réélection, bien que des membres éminents de son propre parti lui aient demandé de ne pas le faire. Avant son annonce, Tsai connait une hausse notable dans les sondages après un discours affirmant énergiquement que son peuple ne renoncerait jamais à ses libertés démocratiques, en réponse à celui prononcé par le secrétaire général du Parti communiste chinois Xi Jinping en janvier, décrivant l'unification de Taïwan au continent comme « inévitable ». 
Le 18 mars, William Lai se présente à la primaire présidentielle du parti, affirmant vouloir assumer la responsabilité de diriger Taïwan dans sa défense contre une annexion par la Chine. Cette contre-candidature constitue alors une menace réelle pour la présidente sortante. C’est la première fois dans l’histoire du pays que la candidature d'un président en exercice est remise en cause par un candidat ayant sérieusement des chances de l'emporter lors de la primaire. 
Le soutien de Tsai aux manifestations à Hong Kong lui permet de remonter dans les sondages. Elle est officiellement nommée candidate par le PDP le 13 juin 2019, cependant que William Lai est finalement désigné le 17 novembre suivant pour former un ticket avec elle en tant que vice président.

### Kuomintang
| Kuomintang                       |                         |
| Han Kuo-yu                       | Chang San-cheng         |
| Présidence                       | Vice-présidence         |
|                                  |                         |
| Maire de Kaohsiung (Depuis 2018) | Premier ministre (2016) |

L'ancien président du Kuomintang et candidat à la présidentielle 2016, Eric Chu annonce qu'il se présente à la présidentielle de 2020 lorsqu'il quitte ses fonctions de maire de Nouveau Taipei le 25 décembre 2018, devenant ainsi le premier homme politique à se déclarer candidat. Wang Jin-pyng, l'ancien président du Yuan annonce également sa candidature le 7 mars 2019. Parmi les autres candidats figurent l'ancien vice-secrétaire général du président et conseiller municipal en exercice de la ville de Taipei, Lo Chih-chiang, et le professeur Chang Ya-chung de l'université nationale de Taïwan, qui ont également annoncé leurs candidatures. 
Le parti décide de tenir sa primaire sur la base d'une pondération de 70-30 des sondages publics et des votes des membres du parti, bien qu'il n'ait pas exclu la possibilité de désigner le candidat déjà considéré comme le plus à même de reconquérir le pouvoir, ce qui se réfère alors au candidat le plus performant du parti dans les sondages, le maire de Kaohsiung Han Kuo-yu. Plusieurs poids lourds du KMT, tels que le président du parti Wu Den-yih et même l'ancien président Ma Ying-jeou, se déclarent également intéressés par une candidature à la nomination à la présidence du parti. Wu Den-yih revient sur sa proposition d'autoriser uniquement les membres du KMT à décider du candidat à la présidentielle, une décision qui avait suscité des critiques et des interrogations quant à savoir s'il visait à manipuler la primaire en sa faveur, avant de renoncer à sa candidature le 11 avril 2019. 
Le 17 avril, le fondateur et président de Foxconn, Terry Gou, annonce sa candidature en rejoignant la primaire présidentielle du KMT. Han, le rival potentiel de Gou, annonce le 23 avril être "prêt à assumer la responsabilité" du développement de Taïwan mais ne pas pouvoir participer aux primaires du parti dans sa forme actuelle. Il exprime alors son rejet des "négociations à huis clos" au sein du parti et appelle à une réforme interne. Afin de répondre à la demande des partisans de Han, le parti adopte une résolution visant à mettre en place des directives spéciales afin d'inclure tous les candidats à la présidence, y compris Han, dans la primaire le lendemain, et également de remplacer la règle des 70-30 par un scrutin intégralement public. 
Le 15 juillet, Han Kuo-yu est annoncé vainqueur de la primaire du parti lors d'une conférence de presse du vice-président du KMT, Tseng Yung-chuan .  

### Parti du peuple en premier
| Parti du peuple en premier                      |                  |
| James Soong                                     | Sandra Yu        |
| Présidence                                      | Vice-présidence  |
|                                                 |                  |
| Gouverneur de la province de Taïwan (1994-1998) | Femme d'affaires |

James Soong, candidat à quatre présidentielles, annonce le 13 novembre 2019 qu'il se représente en tandem avec Sandra Yu, femme d'affaires, ancienne présidente d'un groupe de communications.

### Candidats ayant renoncé
| Nom             | Né                                                                           | Postes actuels ou précédents                                     | Annoncé le                                    |
| --------------- | ---------------------------------------------------------------------------- | ---------------------------------------------------------------- | --------------------------------------------- |
| Yang Shih-kuang | 24 octobre 1976 (42 ans) Taipei, Taiwan                                      | Présentateur de télévision et dirigeant du New Party Youth Corps | 2 juillet 2019                                |
| Annette Lu      | 7 juin 1944 (75 ans) Ville de Tōen, préfecture de Shinchiku, Taiwan japonais | Vice-présidente de la République de Chine (2000-2008)            | 17 septembre 2019                             |
| Chang San-cheng | 24 juin 1954 (65 ans) Taipei, Taiwan                                         | Président du Yuan exécutif (2016)                                | Annonce: 17 février 2019 Retrait: 2 août 2019 |

## Résultats
| Candidats et colistiers  | Candidats et colistiers      | Partis                   | Voix       | %     |
| ------------------------ | ---------------------------- | ------------------------ | ---------- | ----- |
|                          | Tsai Ing-wen William Lai     | PDP                      | 8 170 231  | 57,13 |
|                          | Han Kuo-yu Chang San-cheng   | Kuomintang               | 5 522 119  | 38,61 |
|                          | James Soong Chu-yu Sandra Yu | Qinmindang               | 608 590    | 4,26  |
|                          |                              |                          |            |       |
| Votes valides            | Votes valides                | Votes valides            | 14 300 940 | 98,87 |
| Votes blancs et nuls     | Votes blancs et nuls         | Votes blancs et nuls     | 163 631    | 1,13  |
| Total                    | Total                        | Total                    | 14 464 571 | 100   |
| Abstention               | Abstention                   | Abstention               | 4 846 534  | 25,10 |
| Inscrits / participation | Inscrits / participation     | Inscrits / participation | 19 311 105 | 74,90 |